# Dolopharoides meruanus
Dolopharoides meruanus là một loài bọ cánh cứng trong họ Cerambycidae.